# Sela Jude

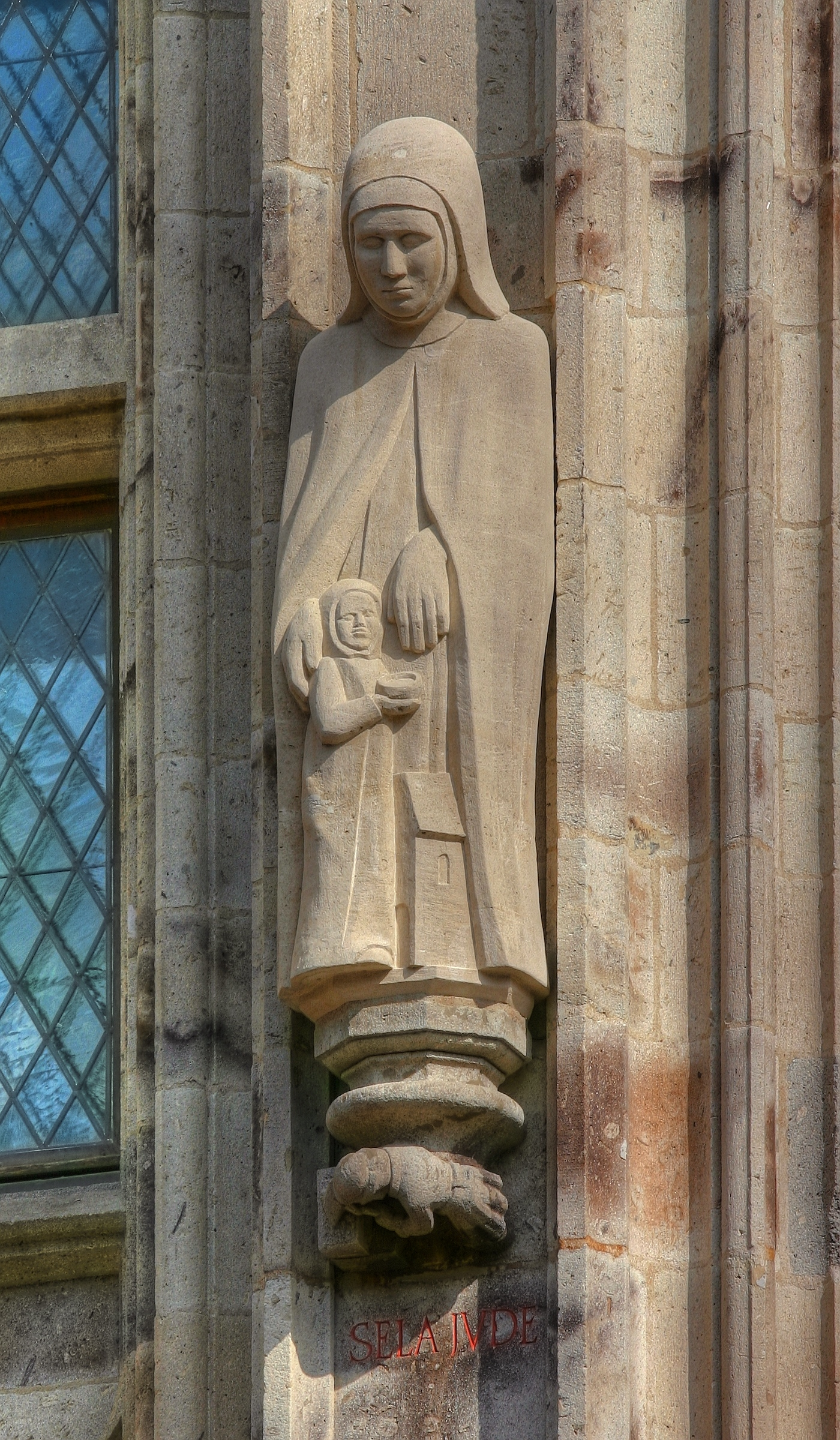
Sela (Syardis) Jude (um 1180 – nach 1230)

 Sela Jude (* um 1180 in Köln; † nach 1230 ebenda) war die Witwe des Kölner Patriziers Daniel Jude († um 1227). Sela, auch Syardis genannt, wurde aufgrund ihrer zweckgebundenen Stiftung zur Begründerin eines der ersten dokumentierten Beginenkonvente in Köln.

## Geschichte
Das Geschlecht der Jude (auch Judden, Jüdden) gehörte zu den bereits am Anfang des 12. Jahrhunderts urkundlich belegten Patrizier- oder Stadtgeschlechtern Kölns.
Die Familie des erzbischöflichen Theolonarius (Zöllner) Werner war in der in hochmittelalterlichen lateinischen Urkunden platea reni und auch heute noch Rheingasse genannten Straße ansässig und erwarb dort umfangreichen Grundbesitz. Sie erkor das dortige Anwesen Zum Juden zu ihrem Stammsitz. Dessen Bezeichnung wurde zum späteren Nachnamen der Familie, wie er dann auch erstmals bei Werners Enkel, Daniel Jude, als „fil. Brunonis“ 1178/83 urkundlich erwähnt, erschien. Der auch für 1218 belegte Daniel war Mitglied des Schöffenkollegiums und Ehemann der Sela (Syardis), wie es folgender Schreinseintrag des Jahres 1230 belegt: „domina Syardis, uxor domini Danielis dicti Judei“.

### Witwe und Stifterin
Nach dem Tod ihres Mannes erwarb Sela Jude im Jahr 1227 eine Immobilie in der Kölner Stolkgasse. Diese, ein Haus mit einem Grundstück neben dem im Jahr 1220 entstandenen Dominikanerkloster, schenkte sie 1230 dem Domscholaster Magister Bonifatius unter der Auflage, darin einen Konvent für fromme Jungfrauen oder Witwen einzurichten.
Bonifatius kam dem Wunsch der Stifterin nach und errichtete dort einen Beginenkonvent, der einer der ersten von vielen noch entstehenden Kölner Beginenhöfen war und „ver selen“ oder Haus der Frau Sela/Sele nach seiner Stifterin genannt wurde. Sela Judes Stiftungseinrichtung bestand bis zum Ende des 14. Jahrhunderts.

### Ende des Konventes
Der Konvent dieser ersten im Jahr 1398 nur noch aus vierzehn Beginen bestehenden Gemeinschaft wurde im gleichen Jahr aufgehoben. Er wurde mit den zwanzig Beginen des durch eine 1295 erfolgte Stiftung der Familie Lyskirchen entstandenen Konventes „Lörshaus“ vereinigt. Aus diesem ebenfalls in der Stolkgasse gelegenen Konvent entstand das spätere Kloster St. Ignatius mit einer Kapelle gleichen Namens.

## Gedenken der Stadt
Nach den in der Mitte der 1970er Jahre abgeschlossenen Arbeiten zur Beseitigung der Kriegsschäden am historischen Rathausturm wurde dieser nach einer alten Tradition wieder mit dem Figurenschmuck nach bedeutenden Personen der Stadtgeschichte ausgestattet. Das erste Obergeschoss des Turmes, ehemals ausschließlich mit Repräsentanten der Geschlechterherrschaft bestückt, weist nun wieder einige dieser Persönlichkeiten auf. Unter diesen befindet sich auch Sela, als Angehörige des Kölner Patriziergeschlechtes der Jude. Die Skulptur ist eine Arbeit der Künstlerin Petra Astrid Kroll.